# Gazzetta Chimica Italiana
Gazzetta Chimica Italiana (abrégé en Gazz. Chim. Ital.) est une revue scientifique de chimie à comité de lecture publiée par la Società Chimica Italiana. 

## Histoire
La revue est fondée à Palerme en 1871. En 1998, le journal est absorbé par l'European Journal of Organic Chemistry et l'European Journal of Inorganic Chemistry, créés par la fusion de divers journaux de chimie européens:
- Acta Chimica Hungarica, Models in Chemistry
- Anales de Química
- Bulletin des Sociétés Chimiques Belges
- Bulletin de la Société Chimique de France
- Chemische Berichte
- Chimika Chronika
- Gazzetta Chimica Italiana
- Liebigs Annalen
- Polish Journal of Chemistry
- Recueil des Travaux Chimiques des Pays-Bas
- Revista Portuguesa de Química